# Hitkracht
Hitkracht was een muziekprogramma dat van 1999 tot 2001 op TV1 uitgezonden werd.  Het programma bracht vanuit dancing Carré in Willebroek wekelijks een overzicht van de actuele muziek in Vlaanderen.  De presentatie was in handen van Alexandra Potvin en Jan Bosman.
Gedurende de zomer van 2000 verhuisde het programma naar het Wapenplein in Oostende. Er zijn ook drie eindejaarsspecials uitgezonden op oudejaarsavond in 1999, 2000, en 2001.  Die laatste werd opgenomen een half jaar na de laatste uitzending van het programma.
Het programma was de directe opvolger van De Muziekdoos.  In het voorjaar van 2001 besliste de VRT-top om Hitkracht af te voeren omdat ze geen toekomst meer zagen in dergelijke muziekprogramma's.  De laatste aflevering werd uitgezonden op 26 mei 2001.